# Біла Кам'янка
Бі́ла Ка́м'янка (урум. Ахташ) — село в Україні, у Бойківській громаді Кальміуського району Донецької області. Населення становить 84 осіб.
Відстань до Бойківського становить близько 24 км і проходить автошляхом місцевого значення.

## Історія
З кінця 1934 року село входило до складу новоутвореного Остгеймського району, який 1935 року перейменували у Тельманівський на честь лідера німецьких комуністів Ернста Тельмана. У 2016 році в рамках декомунізації в Україні адміністративна одиниця перейменована рішенням Верховної Ради України у Бойківський район. 2020 року у процесі адміністративно-територіальної реформи Бойківський район увійшов до складу Кальміуського району.

### Війна на сході України
Під час війни на сході України 13 жовтня 2014 року поблизу Білокам'янки при поверненні з розвідки підірвалися на фугасі та загинули вояки 19-го батальйону територіальної оборони — старші лейтенанти Григорій Береговенко, Гліб Григораш, солдати Дмитро Котєшевський та Володимир Бабич.

## Населення
За даними перепису 2001 року населення села становило 84 особи, з них 98 % зазначили рідною мову українську та 2 % — російську.